# 那珂インターチェンジ
那珂インターチェンジ（なかインターチェンジ）は、茨城県那珂市福田にある、常磐自動車道のインターチェンジ。那珂市のほか、隣接する水戸市北部・ひたちなか市西部・常陸大宮市・常陸太田市南部・那珂郡東海村・久慈郡大子町・福島県東白川郡などへのアクセスに利用される（北関東自動車道が開通する前は、ひたちなか市の最寄インターだった）。
案内標識には国道6号の表示があるが、当ICから国道6号へは県道を介して約6km離れている。

## 歴史
- 1984年（昭和59年）3月27日：千代田石岡IC - 那珂IC間開通に伴い、供用開始[1]。
- 1985年（昭和60年）2月20日：那珂IC - 日立南太田IC間開通[1]。

## 周辺

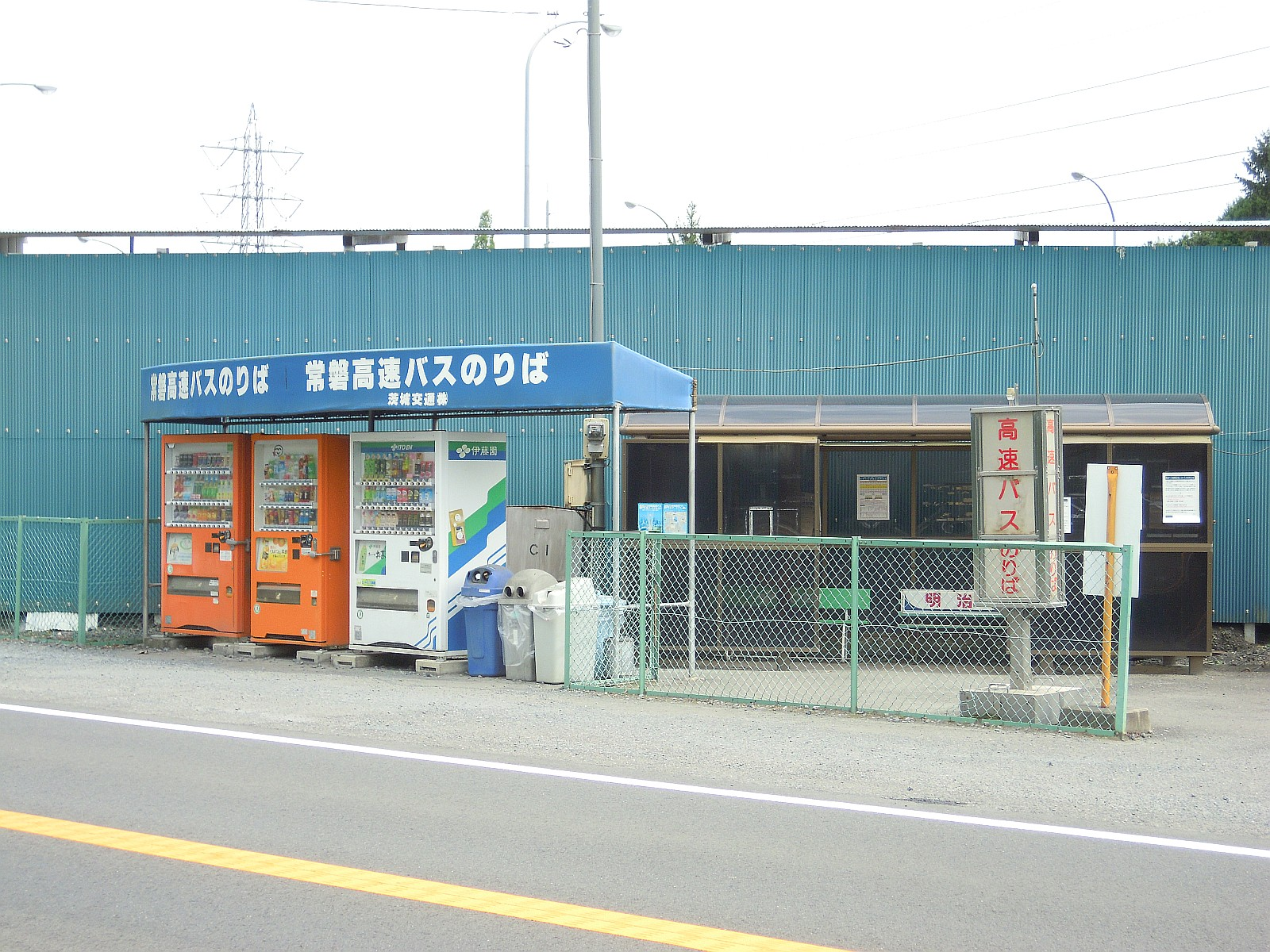
那珂インターバス停待合室

- 高速バス「那珂インター」バス停：インター外にあり、利用者用駐車場併設。有料：1回210円。
新宿・東京 - 常陸太田線・常陸大宮・大子線（茨城交通）
- 茨城県植物園
- 那珂市役所
- 上菅谷駅（JR東日本・水郡線）
- （北関東道非経由）常磐道下り方面国営ひたち海浜公園最寄りインター

## 道路
- E6 常磐自動車道（10番）

## 接続する道路
- 直接接続
  - 茨城県道65号那珂インター線

- 間接接続
  - 国道118号
  - 茨城県道31号瓜連馬渡線

## 料金所
- ブース数：8

### 入口
- ブース数：3　
  - ETC専用：1　
  - 一般：2

### 出口
- ブース数：5　
  - ETC専用：1　
  - 一般：4

## 隣
E6 常磐自動車道
(9)水戸IC - 田野PA - (9-1)水戸北SIC  - (10)那珂IC - (10-1)東海PA/SIC - (11)日立南太田IC